# Campiglossa angustipennis
Campiglossa angustipennis är en tvåvingeart som först beskrevs av Malloch 1938.  Campiglossa angustipennis ingår i släktet Campiglossa och familjen borrflugor. Inga underarter finns listade.